# Ersa (vệ tinh)
Ersa /ˈɜːrsə/, còn được gọi là Jupiter LXXI, ban đầu được gọi là S/2018 J 1, là một vệ tinh tự nhiên của sao Mộc. Nó được phát hiện bởi Scott S. Sheppard và nhóm của ông vào năm 2018, và được công bố vào ngày 17 tháng 7 năm 2018, thông qua chương trình Minor Planet Electronic Circular từ Trung tâm tiểu hành tinh. Đường kính khoảng 3 kilômét (2 mi) và có bán kính quỹ đạo khoảng 11.483.000 kilômét (7.135.000 dặm) độ nghiêng quỹ đạo của nó là khoảng 30,61°. Nó thuộc nhóm Himalia.

## Tên

Precovery images of Ersa by the CFHT on ngày 24 tháng 2 năm 2003

Mặt trăng được đặt tên vào năm 2019 theo tên của Ersa, nữ thần sương Hy Lạp, con gái của thần Zeus và Selene: Jupiter L Herse cũng được đặt theo tên của nữ thần này. Tên được đề xuất trong một cuộc thi đặt tên do Viện Carnegie tổ chức trên Twitter nơi có hơn 20 tweet gợi ý tên đó, đáng kể nhất là tài khoản Aaron Quah (@ 8603103), người đã gửi cái tên đầu tiên, StSauveur_MoonsProject (@StSauMoons), học sinh lớp 12 học sinh của trường trung học Saint Sauveur ở Redon, Pháp, một người học lớp năm tại Học viện truyền thống Hillside ở British Columbia, Canada (nộp thay cho họ bởi @mrgrouchypants), và một đứa trẻ 4 tuổi tên Walter đã hát một bài hát về Ersa (gửi thay mặt cậu ấy bởi @Thoreson).